# Dhikr

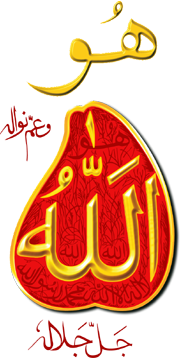
O nome árabe de Deus (Alá) é representado como sendo escrito no coração daquele que se lembra (o recordador)

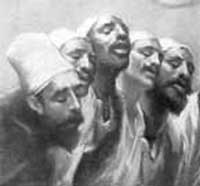
Invocação dhikr

Dhikr ou zikr (árabe: ذِكْر; /ðɪkr/; lit. 'lembrança, recordação, menção') é uma forma de adoração islâmica na qual frases ou orações são repetidamente recitadas com o propósito de lembrar-se de Deus. Ele desempenha um papel central no sufismo, e cada ordem sufi tipicamente adota um dhikr específico, acompanhado por uma postura, respiração e movimento específicos. No sufismo, dhikr se refere tanto ao ato dessa lembrança quanto às orações usadas nesses atos de lembrança. Dhikr inclui geralmente os nomes de Deus ou súplicas do Alcorão, ou hadith. Pode ser contado com os dedos ou com um tasbih (rosário de oração), e pode ser realizado sozinho ou em grupo. Uma pessoa que recita dhikr é chamada de dhākir (ذَاكِر; [ðaːkɪr]; lit. 'lembrador').

## Importância
Há vários versículos no Alcorão que enfatizam a importância de lembrar a vontade de Deus dizendo frases como "Se Deus quiser", "Deus sabe melhor" e "Se for da sua vontade". Esta é a base para o dhikr. A Surah al-Kahf (18), Ayah 24 afirma que uma pessoa que se esquece de dizer "Se Deus quiser" deve lembrar imediatamente de Deus dizendo: "Talvez meu Senhor me guie para [algo] mais próximo da retidão do que isso". Outros versículos incluem Surah al-Ahzab (33), Ayah 41: "Ó vós que tendes fé! Lembrai-vos de Alá com frequência", e Surah ar-Ra'd (13), Ayah 28: "aqueles que têm fé, e cujos corações encontram descanso na lembrança de Alá. Veja! Os corações encontram descanso na lembrança de Alá!"
O dhikr sufi mais comumente envolve a repetição dos nomes de Alá. Esta prática é central para os exercícios espirituais sufis e visa fomentar uma conexão mais profunda com o Divino. Os Nomes de Alá, também conhecidos como Asma'ul Husna, representam vários atributos de Deus, como "Ar-Rahman" (O Mais Misericordioso) e "Al-Karim" (O Generoso). Ao invocar esses nomes, os praticantes buscam internalizar as qualidades que eles representam, cultivar um estado de pureza espiritual e aproximar-se de Deus. A natureza repetitiva do dhikr ajuda a acalmar a mente, focar o coração e criar um senso de paz interior e presença.
Para os sufis, o dhikr é visto como um meio de alcançar o esclarecimento espiritual e a aniquilação do eu (fana) para buscar a permanência em Deus. Todas as seitas muçulmanas endossam os rosários individuais como um método de dhikr e meditação, cujo objetivo é obter uma sensação de paz, separação dos valores mundanos (dunya) e, em geral, fortalecer o Iman (fé). O principal propósito do dhikr é preencher o coração com significado espiritual e não simplesmente recitar as invocações com um coração vazio e uma mente ausente. Quando realizado com consciência, o coração torna-se receptivo à atividade da língua e consciente da presença de Deus.

## Frases pronunciadas durante o dhikr
Existem várias frases que costumam ser lidas quando em meditação à Alá. Estas são algumas:
- Allahu Akbar - الله أكبر significa "Deus é grande" ou "Deus é o maior".
- Subhan Allah - سبحان الله significa "Glória a Deus" ou "Deus é superior a qualquer defeito ou imperfeição".
- Alhamdulillah - الحمد لله significa "Louvado seja Deus".
- La ghaliba illa-llah - لا غالب الا الله significa "Não existe mais vencedor que Alá".
- La hawla wa-a quwwata illa biAllah  - لا حول ولاقوة إلا بالله significa "Não há poder nem força além de Deus".